# Brod–Logatec
Brod–Logatec (izgovarjava [ˈbɾoːt lɔˈɡaːtəts]) je nekdanja vas v zahodni Sloveniji v Občini Logatec. Sedaj je del mesta Logatec. Leži v tradicionalni deželi Notranjska in je danes vključena v Osrednjeslovensko statistično regijo.

## Geografija
Brod–Logatec leži ob obeh straneh reke Logaščice v zahodnem delu Logatca. Na zahodu leži Blekova Vas, na vzhodu pa Čevica in Dolenji Logatec. Leži na prodnatih tleh, reka pa ob močnejših nalivih poplavlja.

## Ime
Ime Brod se nanaša na brod in na lokacijo, kjer je bil omogočeno lažje prečkanje Logaščice. Ime vasi je bilo leta 1955 spremenjeno iz Broda v Brod–Logatec.

## Zgodovina
8. avgusta 1876 je Brod skupaj s sosednjim Gorenjim Logatcem uničil požar. Brod je leta 1880 štel 160 prebivalcev v 23 hišah, leta 1900 pa 149 prebivalcev v 24 hišah. Brod–Logatec je bil leta 1972 priključen k Logatcu in je s tem prenehal obstajati kot samostojno naselje.